# Elsa Honorine Oyama Enye
Elsa Honorine Oyama Enye (2 de abril de 1989) es una deportista congoleña que compitió en judo. Ganó una medalla de bronce en los Juegos Panafricanos de 2007, y dos medallas de bronce en el Campeonato Africano de Judo en los años 2006 y 2008.

## Palmarés internacional
| Juegos Panafricanos | Juegos Panafricanos     | Juegos Panafricanos | Juegos Panafricanos |
| Año                 | Lugar                   | Medalla             | Categoría           |
| ------------------- | ----------------------- | ------------------- | ------------------- |
| 2007                | Argel (Argelia)         | Medalla de bronce   | –48 kg              |
| Campeonato Africano |                         |                     |                     |
| Año                 | Lugar                   | Medalla             | Categoría           |
| 2006                | Puerto Louis (Mauricio) | Medalla de bronce   | –48 kg              |
| 2008                | Agadir (Marruecos)      | Medalla de bronce   | –48 kg              |